# Karigador
Karigador (italijansko Carigador) je manjše naselje na Hrvaškem (nasproti naselja Dajla na severni obali zaliva Dajla), ki upravno spada pod občino Brtonigla v Istrski županiji. Kot samostojno naselje se obravnava šele od leta 2001, ko se je izločilo iz naselja Fiorini. Obsega še zaselke Mala Punta, Velika Punta, Kamp Park Umag in Štroligarija.

## Geografija
Naselje leži ob obali zaliva Dajla na zahodni strani Istrskega polotoka severno od Novigrada in je po cesti oddaljeno okoli 8 km od občinskega središča. V zalivu Dajla je v Karigadorju pomol s svetilnikom, ki oddaja svetlobni signal R BK 1M. Globina morja ob pomolu je 2,5 m. Je tradicionalno sidrišče ribiških ladij. V bližini pomola se nahajata restavracija in trgovina.

## Demografija
| Pregled števila prebivalcev po letih | Pregled števila prebivalcev po letih | Pregled števila prebivalcev po letih | Pregled števila prebivalcev po letih | Pregled števila prebivalcev po letih | Pregled števila prebivalcev po letih | Pregled števila prebivalcev po letih | Pregled števila prebivalcev po letih | Pregled števila prebivalcev po letih | Pregled števila prebivalcev po letih | Pregled števila prebivalcev po letih | Pregled števila prebivalcev po letih | Pregled števila prebivalcev po letih | Pregled števila prebivalcev po letih | Pregled števila prebivalcev po letih |
| ------------------------------------ | ------------------------------------ | ------------------------------------ | ------------------------------------ | ------------------------------------ | ------------------------------------ | ------------------------------------ | ------------------------------------ | ------------------------------------ | ------------------------------------ | ------------------------------------ | ------------------------------------ | ------------------------------------ | ------------------------------------ | ------------------------------------ |
| 1857                                 | 1869                                 | 1880                                 | 1890                                 | 1900                                 | 1910                                 | 1921                                 | 1931                                 | 1948                                 | 1953                                 | 1961                                 | 1971                                 | 1981                                 | 1991                                 | 2001                                 |
| 0                                    | 0                                    | 15                                   | 11                                   | 16                                   | 29                                   | 0                                    | 0                                    | 52                                   | 34                                   | 40                                   | 42                                   | 0                                    | 0                                    | 141                                  |